# Liste der Naturdenkmale in Chorin
Die Liste der Naturdenkmale in Chorin nennt die Naturdenkmale in der Gemeinde Chorin im Landkreis Barnim in Brandenburg (Stand Juli 2009).
In den Spalten befinden sich folgende Informationen:
- Nr.: Identifizierungsnummer nach veröffentlichter Liste. Sie wird von der unteren Naturschutzbehörde des Landkreises oder der kreisfreien Stadt vergeben. Wenn sie bekannt ist, wird sie angegeben. In dieser Spalte kann sich zusätzlich das Wort Wikidata befinden, der entsprechende Link führt zu Angaben zu diesem Naturdenkmal bei Wikidata.
- Bezeichnung: Benennung des Naturdenkmals, in der Regel wird bei Bäume die Baumart genannt. Bekannte Eigennamen werden mit angegeben.
- Gemarkung: Ort oder Gemarkung, in der sich das Naturdenkmal befindet
- Lage: Nennt die Lage des Naturdenkmals im jeweiligen Ortsteil und die geografischen Koordinaten des Naturdenkmals. Link zu einem Kartenansichtstool, um Koordinaten zu setzen. In der Kartenansicht sind Naturdenkmale ohne Koordinaten mit einem roten beziehungsweise orangen Marker dargestellt und können in der Karte gesetzt werden. Denkmale ohne Bild sind mit einem blauen bzw. roten Marker gekennzeichnet, Denkmale mit Bild mit einem grünen beziehungsweise orangen Marker.
- Beschreibung: die Beschreibung des Naturdenkmales
- Schutzzweck: Erläutert den Grund der Unterschutzstellung
- Bild: Zeigt ein Bild des Naturdenkmales und gegebenenfalls ein Link zu weiteren Fotos im Medienarchiv Wikimedia Commons

## Bäume, Baumgruppen
| Bild                                    | Bezeichnung                        | Lage | Beschreibung                                                                        | Schutzzweck                                                        | Nummer     |
| --------------------------------------- | ---------------------------------- | --- | ----------------------------------------------------------------------------------- | ------------------------------------------------------------------ | ---------- |
| Fotos hochladen                         | Winter-Linde                       | Brodowin, Pehlitzwerder, ca. 25 m nordnordwestlich der Klosterruine (52° 54′ 48,7″ N, 14° 0′ 11,6″ O)                                                                                     | - Alter: 400 – 500 Jahre - Höhe: 21,00 m - Umfang: 6,82 m - Kronendurchmesser: 25 m | Seltenheit, Schönheit, Eigenart, landeskundliche Bedeutung         | 040-01     |
| Fotos hochladen                         | Winter-Linde                       | Brodowin, Pehlitzwerder, am Nordwest-Ufer (52° 54′ 50,9″ N, 14° 0′ 2,3″ O) | - Höhe: 20,00 m - Umfang: 5,17 m - Kronendurchmesser: 25 m                          | Eigenart                                                           | 040-02     |
| Fotos hochladen                         | Elsbeere                           | Brodowin, Pehlitzwerder, ca. 30 m nordwestlich hinter der Zeltplatzverwaltung (52° 54′ 45,1″ N, 13° 59′ 59,7″ O)                                                                          | - Höhe: 25,00 m - Umfang: 3,30 m - Kronendurchmesser: 12 m                          | Seltenheit                                                         | 040-04     |
| Fotos hochladen                         | Stiel-Eiche                        | Brodowin, Pehlitzwerder, an der Ostseite der Halbinsel am Rand des Bruchs (52° 54′ 41,9″ N, 14° 0′ 15,6″ O)                                                                               | - Höhe: 23,00 m - Umfang: 7,35 m - Kronendurchmesser: 25 m                          | Eigenart                                                           | 040-05     |
| Fotos hochladen                         | verwilderte Haus-Birne             | Brodowin, Pehlitzwerder, ca. 100 m südlich der Klosterruine auf einer Koppel (52° 54′ 43,4″ N, 14° 0′ 15,1″ O)                                                                            | - Höhe: 12,00 m - Umfang: 2,25 m - Kronendurchmesser: 13 m                          | Eigenart, Seltenheit                                               | 040-06     |
| Fotos hochladen                         | Stiel-Eiche                        | Brodowin, auf der Westspitze des Pehlitzwerders (52° 54′ 48,1″ N, 13° 59′ 54,9″ O) | - Höhe: 17,00 m - Umfang: 6,06 m - Kronendurchmesser: 16 m                          | Eigenart                                                           | 040-08     |
| Fotos hochladen                         | verwilderte Haus-Birne             | Brodowin, auf dem höheren Teil des Pehlitzwerders, 150 m westlich der Klosterruine, am Hauptweg (52° 54′ 46,3″ N, 14° 0′ 7,8″ O)                                                          | - Höhe: 19,00 m - Umfang: 3,66 m - Kronendurchmesser: 13 m                          | Seltenheit, Eigenart, landeskundliche Bedeutung                    | 040-09     |
| Weitere Bilder Fotos hochladen          | Schlitzblättrige Gemeine Hainbuche | Chorin, in der Nordwest-Ecke des Klosterfriedhofs, hinter der Klosterkirche (52° 53′ 37,3″ N, 13° 52′ 58,8″ O)                                                                            | - Höhe: 16,00 m - Umfang: 1,52 m - Kronendurchmesser: 5 m                           | wissenschaftliche Bedeutung, Seltenheit                            | 044-04     |
| BW                                      | Stiel-Eiche                        | Chorin, auf dem Gelände der ehemaligen Jugendherberge, 150 m westlich der Klosterruine (52° 53′ 31,5″ N, 13° 52′ 46,3″ O)                                                                 | - Höhe: 22,00 m - Umfang: 4,70 m - Kronendurchmesser: 13 m                          | Seltenheit, Eigenart                                               | 044-06/1   |
| Direkt Bild zu diesem Denkmal hochladen | Stiel-Eiche                        | Chorin, auf dem Gelände der ehemaligen Jugendherberge, 150 m westlich der Klosterruine ()                                                                                                 | - Höhe: 22,00 m - Umfang: 5,68 m - Kronendurchmesser: 15 m                          | Seltenheit, Eigenart                                               | 044-06/2   |
| Direkt Bild zu diesem Denkmal hochladen | verwilderte Haus-Birne             | Chorin, südwestlich der Försterei Theerofen, am Weg in Richtung „Denglerkiefer“ () | - Höhe: 13,00 m - Umfang: 2,40 m - Kronendurchmesser: 8 m                           | Seltenheit, Eigenart                                               | 044-08     |
| BW                                      | „Denglerkiefer“ (Gemeine Kiefer)   | Chorin, rechts der Olbergstraße am Rand des großen Fischerbruchs, von dessen Nordspitze ca. 10 m in den Bestand (52° 54′ 0,9″ N, 13° 54′ 58,3″ O)                                         | - Höhe: 30,50 m - Umfang: 3,05 m - Kronendurchmesser: 8 m                           | landeskundliche Bedeutung, Eigenart                                | 044-10     |
| BW                                      | Stiel-Eiche                        | Chorin, vom Bahnhof Chorin ca. 1000 m Richtung Brodowin, dann nördlich in den Wald (ca. 600 m weit), in der Südost-Ecke der Abt. 158, Nähe Petersbruch (52° 55′ 17,1″ N, 13° 55′ 34,7″ O) | - Alter: ca. 400 Jahre - Höhe: 18,00 m - Umfang: 5,10 m - Kronendurchmesser: 10 m   | Eigenart                                                           | 044-12     |
| BW                                      | Japanischer Schnurbaum             | Chorin, auf dem Gelände des Klosters, am Süd-Giebel des „Abt-Hauses“ (52° 53′ 33,9″ N, 13° 53′ 2,6″ O)                                                                                    | - Alter: ca. 150 Jahre - Höhe: 28,00 m - Umfang: 4,28 m - Kronendurchmesser: 12 m   | Seltenheit, wissenschaftliche Bedeutung, landeskundliche Bedeutung | 044-13     |
| BW                                      | Winter-Linde                       | Chorin, am Eingang zum Wirtschaftshof des Klosters / Sitz der Oberförsterei (52° 53′ 34,2″ N, 13° 53′ 5,8″ O)                                                                             | - Umfang: 5,26 m - Kronendurchmesser: 25 m                                          | Eigenart, Schönheit, landschaftsbildprägender Baum                 | 044-15     |
| Direkt Bild zu diesem Denkmal hochladen | Gewöhnliche Kiefer                 | Chorin, nördlich der Kreisstraße nach Brodowin im Wald () | - Umfang: 2,38 m - Kronendurchmesser: 10 m                                          | Überhälter                                                         | 044-16     |
| Direkt Bild zu diesem Denkmal hochladen | drei Europäische Lärchen           | Chorin, nördlich der Kreisstraße nach Brodowin im Wald () | - Umfang: 2,44–2,58 m - Kronendurchmesser: 12 m                                     | Überhälter                                                         | 044-17/1–3 |
| BW                                      | „Zauberlinde“ (Winter-Linde)       | Golzow, Hof der Kita (52° 54′ 45,5″ N, 13° 48′ 27,9″ O) | - Höhe: 25,00 m - Umfang: 3,80–4,30 m - Kronendurchmesser: 23 m                     | Eigenart, Schönheit                                                | 072-01     |
| BW                                      | Winter-Linde                       | Golzow, Kirchhof, nahe Tor (Kirchensüdseite) (52° 54′ 41″ N, 13° 48′ 31,6″ O) | - Höhe: 25,00 m - Umfang: 5,23 m - Kronendurchmesser: 24 m                          | Eigenart                                                           | 072-02     |

## Findlinge
| Bild                                    | Bezeichnung             | Lage | Beschreibung                                                   | Schutzzweck | Nummer |
| --------------------------------------- | ----------------------- | --- | -------------------------------------------------------------- | ----------- | ------ |
| Fotos hochladen                         | „Schälchenstein“        | Brodowin, Pehlitzwerder ca. 60 m westlich des Hauses Pehlitzwerder am Wasser (52° 54′ 45,5″ N, 13° 59′ 55,6″ O)                                                                                              | Gneisgranit                                                    |             | 040-07 |
| Direkt Bild zu diesem Denkmal hochladen | Findling                | Chorin, Amt Chorin, gegenüber der Klosterruine am Beginn des Lehrpfades über den Weinberg () | Konglomerat aus eisenverfestigtem Sandstein mit vielen Quarzen |             | 044-01 |
| BW                                      | „Stein am Eichelberg“   | Chorin, Revier Chorin, Abt. 81, von der Straße Chorin-Forsthaus Liepe die Olbergstraße links ab, ca. 300 m, dann ca. 100 m westlich auf dem Hang oberhalb der Olbergstraße (52° 53′ 7,7″ N, 13° 54′ 59,3″ O) | Bornholm-Granit                                                |             | 044-07 |
| Direkt Bild zu diesem Denkmal hochladen | Findling                | Chorin, Revier Chorin, Abt. 102, östlich der Olbergstraße, nördlich eines Querweges, etwa gleiche „Höhe“ mit Teufelskuten ()                                                                                 | Gneis-Granit                                                   |             | 044-14 |
| Direkt Bild zu diesem Denkmal hochladen | drei Findlinge (Gruppe) | Serwest, ca. 35 m vom Ufer entfernt im Parsteinsee, vor einer Landspitze, die die Schützenlanke bei Brodowin östlich begrenzt ()                                                                             |                                                                |             | 232-01 |

## Geotope
| Bild                                    | Bezeichnung                | Lage | Beschreibung | Schutzzweck | Nummer |
| --------------------------------------- | -------------------------- | --- | --- | ----------- | ------ |
| Fotos hochladen                         | geologischer Aufschluss    | Brodowin, am Krugberg, ehemalige Kiesgrube (52° 53′ 58,5″ N, 13° 57′ 22,6″ O) | ehemaliges Sand- oder Kiesabbaugebiet am Südhang des Krogbergs oder Krugbergs, der Fund von Keramik deutet auf eine mittelslawische Siedlung, die sich vor über 1000 Jahren am Krogberg befand, die Kiesgrube befindet sich regionalgeologisch in der III. Parsteinstaffel und gewährt einen guten Einblick in den Aufbau der Eisrandlage |             | 040-12 |
| Direkt Bild zu diesem Denkmal hochladen | Findlinge, Blockpackung    | Chorin, am Weg vom Forsthaus Senftenthal nach Chorin, 100 m vor der Kroneneiche links ()                                                                                              | Teilbereich der Pommerschen Endmoräne, die einen besonders hohen Anteil an großen Gesteinsblöcken aufweist. Bei den Steinen handelt es sich um nordische Geschiebe. |             | 044-03 |
| BW                                      | Kesselmoore „Teufelskuten“ | Chorin, Revier Chorin, im Osten der Abt. 103, südlich der Verbindungsstraße („Denglerweg“) vom Amt Chorin nach Brodowin, westlich der Olbergstraße (52° 53′ 49,7″ N, 13° 54′ 26,5″ O) | tiefer eiszeitlicher Strudeltopf, mit Sphagnummoor gefüllt, einmaliges geologisches Naturdenkmal, die 3 Teufelskuten bilden je einen Kessel, dessen Hänge steil (bis etwa 15 m tief) abfallen, in den Hang wurde die Olbergstraße eingebaut                                                                                               |             | 044-09 |
| Fotos hochladen                         | Insel im Amtssee           | Chorin, im Amtssee (52° 53′ 41,1″ N, 13° 53′ 8,5″ O) | bohnenförmig, mit üppiger Vegetation, vollständig vom Wasser umgeben |             | 044-11 |

## Ehemalige Naturdenkmale
| Bild                                    | Bezeichnung                   | Lage | Beschreibung | Grund | Nummer   |
| --------------------------------------- | ----------------------------- | --- | ------------ | --- | -------- |
| Fotos hochladen                         | Winter-Linde                  | Brodowin, Pehlitzwerder, am Nordwest-Ufer (Standort)                                                    |              | Im Februar 2023 bei auflandigem Sturmwind umgebrochen, vermutlich am 02.03.2023 | 040-02   |
| BW                                      | Elsbeere                      | Brodowin, an der Südwest-Seite des Pehlitzwerder, ca. 70 m vom Haus Pehlitzwerder, am Hang (Standort)   |              | Abgang vor Oktober 2022 | 040-03   |
| BW                                      | verwilderte Haus-Birne        | Brodowin, Pehlitzwerder, Südost-Ecke der Koppel (Standort)                                              |              | Abgang vor 2018; wurde durch die Anpflanzung einer jungen Hainbuche ersetzt | 040-10   |
| BW                                      | umgebrochene Winter-Linde     | Brodowin, Pehlitzwerder, südlich der Klosterruine (Standort)                                            |              | Abgang bereits 1995; nicht einmal der Torso dieser Winterlinde ist noch erhalten, aber derzeit wächst eine neue Generation kleiner Stämme heran, aus dem Wurzelsystem des Vorfahren verjüngt | 040-11   |
| Direkt Bild zu diesem Denkmal hochladen | Winter-Linde                  | Chorin, an der B 2 gegenüber der Badestelle am Amtssee, nördlicher Baum ()                              |              | nicht mehr schutzwürdig | 044-02/1 |
| Direkt Bild zu diesem Denkmal hochladen | Winter-Linde                  | Chorin, an der B 2 gegenüber der Badestelle am Amtssee, südlicher Baum ()                               |              | nicht mehr schutzwürdig | 044-02/2 |
| BW                                      | „Kroneneiche“ (Trauben-Eiche) | Chorin, am Fußweg vom Forsthaus Senftenthal nach Chorin, ca. 1,5 km südöstlich der Försterei (Standort) |              | nach einem Sturm im März 2017 umgestürzt | 044-05   |